# 爪哇树平藓
爪哇树平藓（学名：Homaliodendron javanicum）为平藓科树平藓属下的一个种。

## 扩展阅读
- 維基物種上的相關：爪哇树平藓